# Clarence Johnston
Pour les articles homonymes, voir Johnston.
Clarence H. Johnston Sr, né le 26 août 1859 dans le comté de Waseca et mort le 29 décembre 1936 à Saint Paul (Minnesota), est un architecte américain. 
Clarence Johnston a exercé dans le Minnesota à la fin des années 1800 et au début des années 1900. Spécialisé dans l'architecture domestique, religieuse et publique, il a été architecte de l'État du Minnesota de 1901 à 1931. Il est considéré comme l'un des architectes les plus prolifiques de l'histoire de l'État.

## Biographie
Johnston a commencé à fréquenter l'école secondaire de Saint Paul en 1872 puis a accepté un poste de commis au cabinet d'avocats Rogers and Rogers. Mais, le 8 mai 1874, sa mère meurt brutalement. Il quitte alors son emploi et rejoint l'entreprise d'architecture de Abraham M. Radcliffe (en) comme dessinateur industriel. 
En septembre 1876, Cass Gilbert rejoint l’entreprise comme apprenti. Les deux hommes deviennent de proches amis. A l'automne 1878, ils décident de s'inscrire à la Massachusetts Institute of Technology où ils rencontrent James Knox Taylor (en) mais, par manque de moyens, Johnston doit abandonner les études. Il travaille alors pour le cabinet Edward Bassford (en) mais en janvier 1880 décide de rejoindre ses anciens camarades de classe Gilbert et Francis Bacon et s'installe avec eux 40 Irving Place. La même année, Johnston, Gilbert, Bacon, Taylor et William A. Bates fondent le Sketch Club, qui va devenir l'Architectural League of New York (en). 
Après avoir voyagé en Europe et en Asie Mineure en février 1883, Johnston retourne aux États-Unis et fonde son propre cabinet au Minnesota en 1886. Il acquiert rapidement une réputation d'architecte domestique respecté, concevant d'innombrables maisons et églises à Saint Paul, en particulier à proximité de Summit Avenue et de Saint Paul's Hill District. En 1886, il s'associe à William H. Willcox (en), partenariat qui durera jusqu'en 1890. En 1895, Johnston prend part au concours pour concevoir le nouveau Capitole de l'État du Minnesota, mais son ami Cass Gilbert l'emporte.
Le 22 mai 1901, le Minnesota State Board of Control, un organisme responsable de la construction et du fonctionnement de toutes les institutions financées par l'État, le nomme comme architecte d'État. En tant qu'architecte d'État, il prépare les plans de la prison d'État du Minnesota, des bâtiments de divers campus universitaires d'État, des hôpitaux, des sanatoriums et d'autres structures publiques. Étant donné que les affaires de l'État étaient aux caprices de la législature du Minnesota et n'étaient pas toujours cohérentes, il a continué sa pratique privée pendant cette période. Le fait de conserver des commissions privées lui a permis d'exploiter son bureau en continu et de recevoir un taux de rendement plus élevé. Johnston continue ses activités d'architecte d'État jusqu'en 1931, date à laquelle la Division d'État de la construction est dissoute.
Johnston a également été architecte pour le Board of Regents de l'Université du Minnesota et a dessiné les plans de tous les nouveaux bâtiments construits sur le campus pendant son mandat.
N'ayant jamais officiellement pris sa retraite, il meurt à Saint Paul le 29 décembre 1936.